# 奥弗涅地区圣迪耶
奥弗涅地区圣迪耶（法語：Saint-Dier-d'Auvergne，法語發音：[sɛ̃ dje dovɛʁɲ]），或纯音译作圣迪耶多韦尔涅，是法国多姆山省的一个市镇，位于该省东部，属于克莱蒙费朗区。该市镇总面积20.15平方公里，2009年时的人口为577人。

## 人口
奥弗涅地区圣迪耶人口变化图示